# Отрожний
Отро́жний (рос. Отрожный) — селище у складі Новосергієвського району Оренбурзької області, Росія.

## Населення
Населення — 46 осіб (2010; 113 у 2002).
Національний склад (станом на 2002 рік):
- росіяни — 55 %
- башкири — 26 %